# Aleksander (Mufarrij)
Aleksander, imię świeckie Rafeek Mufarrij (ur. 1956) – libański duchowny prawosławnego Patriarchatu Antiocheńskiego, od 2004 biskup Ottawy, Wschodniej Kanady i Upstate New York.

## Życiorys
Urodził się w północnym Libanie. 9 stycznia 2000 został wyświęcony na diakona. Święcenia kapłańskie przyjął 9 kwietnia 2000. Chirotonię biskupią otrzymał 5 grudnia 2004 (?).